# Bakpia
Le bakpia (肉餅, « pâtisserie de viande » ; en pe̍h-ōe-jī : bah-piáⁿ) ou hopia (好餅, « bonne pâtisserie » ; en pe̍h-ōe-jī : hó-piáⁿ) est une pâtisserie farcie de haricots, populaire en Indonésie et aux Philippines, et apportée dans les centres urbains des deux pays par des immigrants du Fujian au tournant du XXe siècle. C'est une friandise bon marché que l'on trouve à tout coin de rue et qui constitue un cadeau idéal pour les amis et les proches.
En Indonésie, il est aussi très connu sous le nom de bakpia Pathok, dont le nom vient d'un quartier de Yogyakarta qui est spécialisé dans la pâtisserie. Ces sweet rolls sont similaires aux autres pia indonésiens dont ils ne diffèrent que par la taille.

## Types d'enveloppe

### Pâte feuilletée
Ce type de bakpia utilise une pâte feuilletée chinoise. On peut trouver de parfaits exemples de ce type de bakpia en Chine (en particulier à Macao), à Taïwan et dans les pays où se sont établies des communautés de la diaspora chinoise comme à Trinité-et-Tobago et en Guyana, faisant de ce type l'authentique hopia chinois. De plus, la préparation de ce type de pâte nécessite davantage de maîtrise.

### Pâte à biscuit
Ce type de bakpia utilise une pâte à biscuit moelleuse similaire aux gâteaux aux haricots japonais qui leur donnent leur nom : hopyan hapon (« gâteau aux haricots japonais »).

## Farce
Les quatre farces traditionnelles sont présentées ci-dessous, bien que récemment ont été imaginées de nouvelles farces à l'ananas, au pandan, au chocolat, au durian, au fromage, au cappuccino et à la crème pâtissière,.

### Haricot mungo

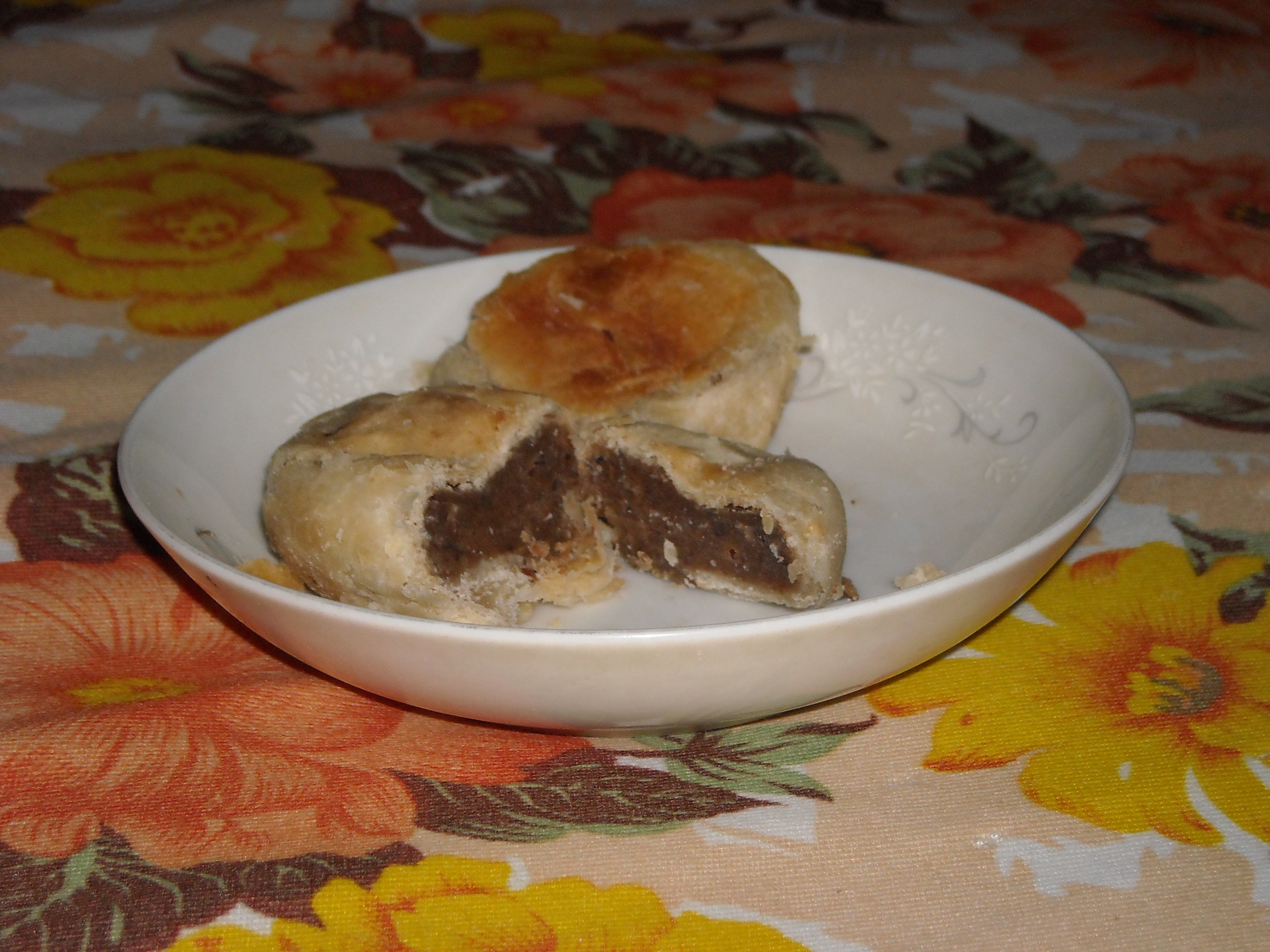
Deux hopias aux haricots mungo dans une assiette.

Le bakpia feuilleté le plus populaire en Indonésie et aux Philippines contient des haricots mungo (indonésien : bakpia kacang hijau ; cebuano et filipino : hopyang munggo), parfois appelé hopyang matamís (« hopia sucré » en tagalog). Comme son nom l'indique, il contient une vermicelle de haricots mungo.

### Courge cireuse et graisse de porc
Le hopyang baboy (« hopia au porc » en cebuano et tagalog) est farci d'une pâte salée de chapelure, fourrée de morceaux confits de courge cireuse, parfumée par de l'oignon vert et enrichie avec de la bardière de porc confite à l'origine de son nom. Ce type de hopia est parfois appelé hopyang maalat (« hopia salé » en tagalog).

### Igname violette

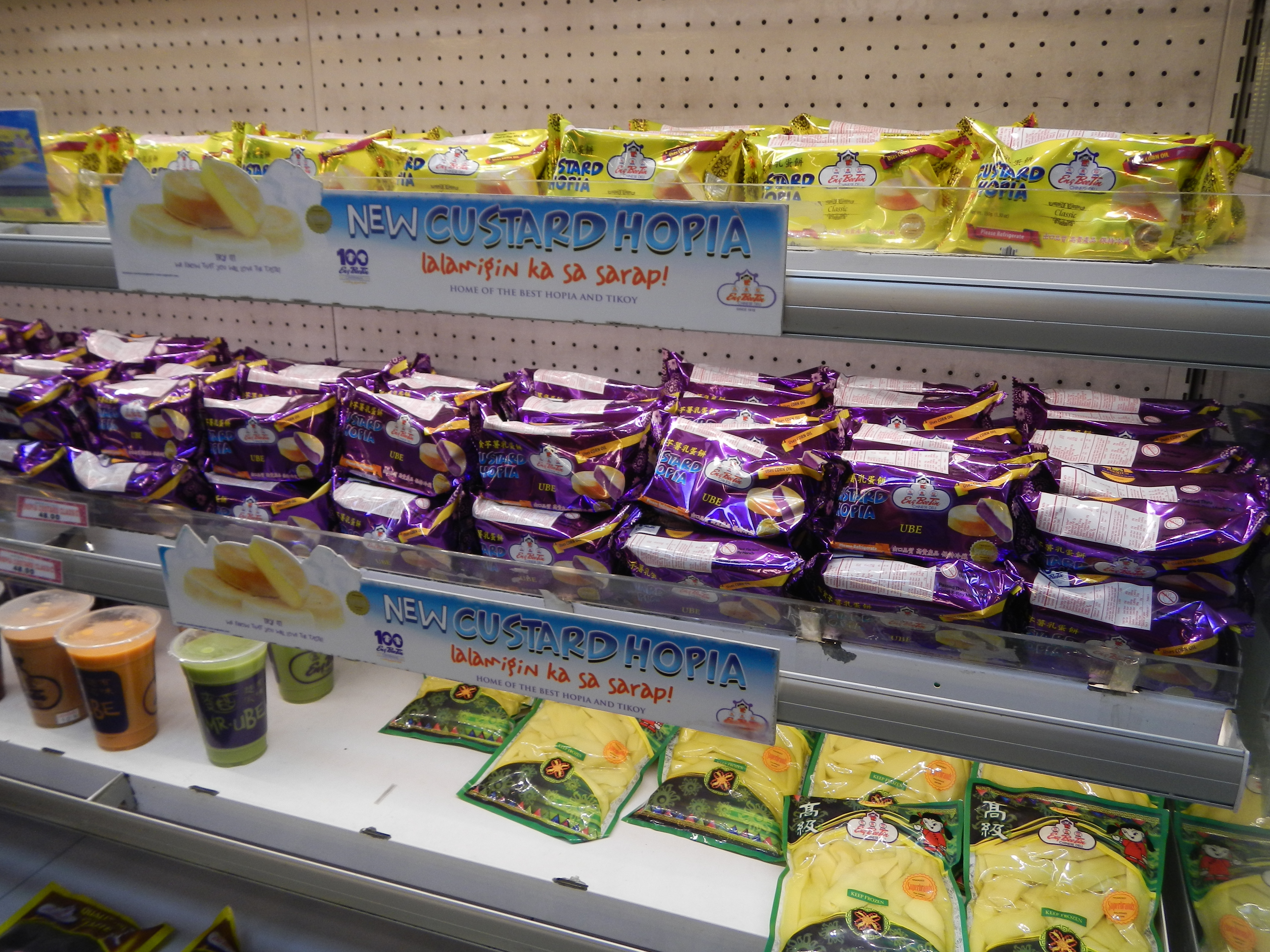
Hopia à la crème d'ube à Binondo (Manille).

Bien que les spécialités à base d'igname violette (Dioscorea alata ; en malais : uwi ; en bisayan et en tagalog : ube) ne soient traditionnellement servies qu'à la période de Noël, les hopyang ube (hopia à l'igname violette en bisayan et tagalog) sont devenus populaire tout au long de l'année grâce à leur couleur unique et leur saveur particulière. Cette variante rappelle aussi la confiture d'igname violette (halayáng ube) qui incontournable dans les fêtes philippines.
Bien qu'on le considère comme une variante traditionnelle de hopia, les hopis à l'igname violette ont été créés dans les années 1980 par Gerry Chua du restaurant Eng Bee Tin Chinese Deli à Binondo, un des districts de Manille.

### Haricots azuki
Les hopia aux haricots azuki, petits et ronds, avec une pâte à biscuit, sont généralement farcis d'une pâte sucrée de haricots azuki et ressemblent aux petits gâteaux de lune servis pendant la Fête de la mi-automne chinoise. Ils peuvent aussi souvent être cubiques et cuits d'un côté à la fois sur une plaque de cuisson au lieu d'être cuits au four. À cause des ressemblances de la farce, de l'enveloppe et du style avec les kuri manjū japonais, il a reçu le nom familier de hopyang hapón (« hopia japonais » en tagalog).